# Demonax contaminatus
Demonax contaminatus är en skalbaggsart som beskrevs av Holzschuh 2003. Demonax contaminatus ingår i släktet Demonax och familjen långhorningar. Inga underarter finns listade i Catalogue of Life.